# Litoria majikthise
A Litoria majikthise a kétéltűek (Amphibia) osztályának békák (Anura) rendjébe, a Pelodryadidae családba, azon belül a Pelodryadinae alcsaládba tartozó faj.

## Nevének eredete
A faj nevét Douglas Adams Galaxis útikalauz stopposoknak című könyvének szereplőjéről kapta.

## Előfordulása
A faj Pápua Új-Guineában és valószínűleg Indonézia Papua tartományában él. Természetes élőhelye a szubtrópusi vagy trópusi nedves síkvidéki erdők, mocsarak, folyók. A fajt élőhelyének elvesztése fenyegeti.